# کاشیوابارا شوجی
کاشیوابارا شوجی (انگلیسی: Shuji Kashiwabara؛ زادهٔ ۲۳ دسامبر ۱۹۷۸) یک هنرپیشه اهل ژاپن است.